# Некротоксин

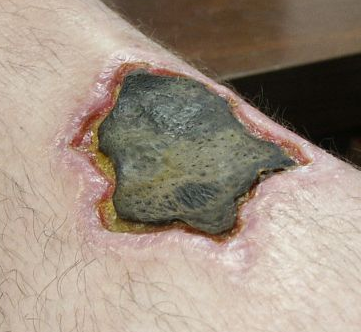
Некротическая рана ноги, вызванная укусом паука коричневого отшельника

Некротоксин (от греч. νεκρόζ «мертвый» +  τοξικός «яд» или токсин) — вещество бактериального происхождения, вызывающее при контакте с тканями их некроз. Содержится в некротоксичных ядах, которые вызывают особенно сильную боль и смерть, которая происходит либо от болевого шока, либо от повреждений конкретных частей тела, на которые воздействовали некротоксином. Некротоксин содержится, в частности, в яде пауков семейства Sicariidae.